# Стадион РУДН
Стадион Российского университета дружбы народов — открытый стадион с трибунами на 3000 мест (футбольное поле с естественным травяным газоном; 2 волейбольные площадки, баскетбольная площадка, 2 ямы для прыжков в длину; 4 беговые дорожки по 400 м с искусственным покрытием, открытый гимнастический городок).

## Месторасположение
Расположен в районе «Обручевский» Юго-Западного административного округа по адресу: улица Миклухо-Маклая, 4.
Стадион находится на балансе Физкультурно-оздоровительный комплекса «Дружба» Российского университета дружбы народов. На стадионе есть футбольное поле с естественным травяным газоном, легкоатлетические дорожки, ямы для прыжков в длину, универсальная спортивная площадка для игры в баскетбол и волейбол.
В здании при стадионе имеется тренажерный зал, легкоатлетический манеж, теннисные корты, спортивная площадка для игры в баскетбол и волейбол, зал для занятий аэробикой, восстановительный центр.